# Erlebnisbahn Ratzeburg

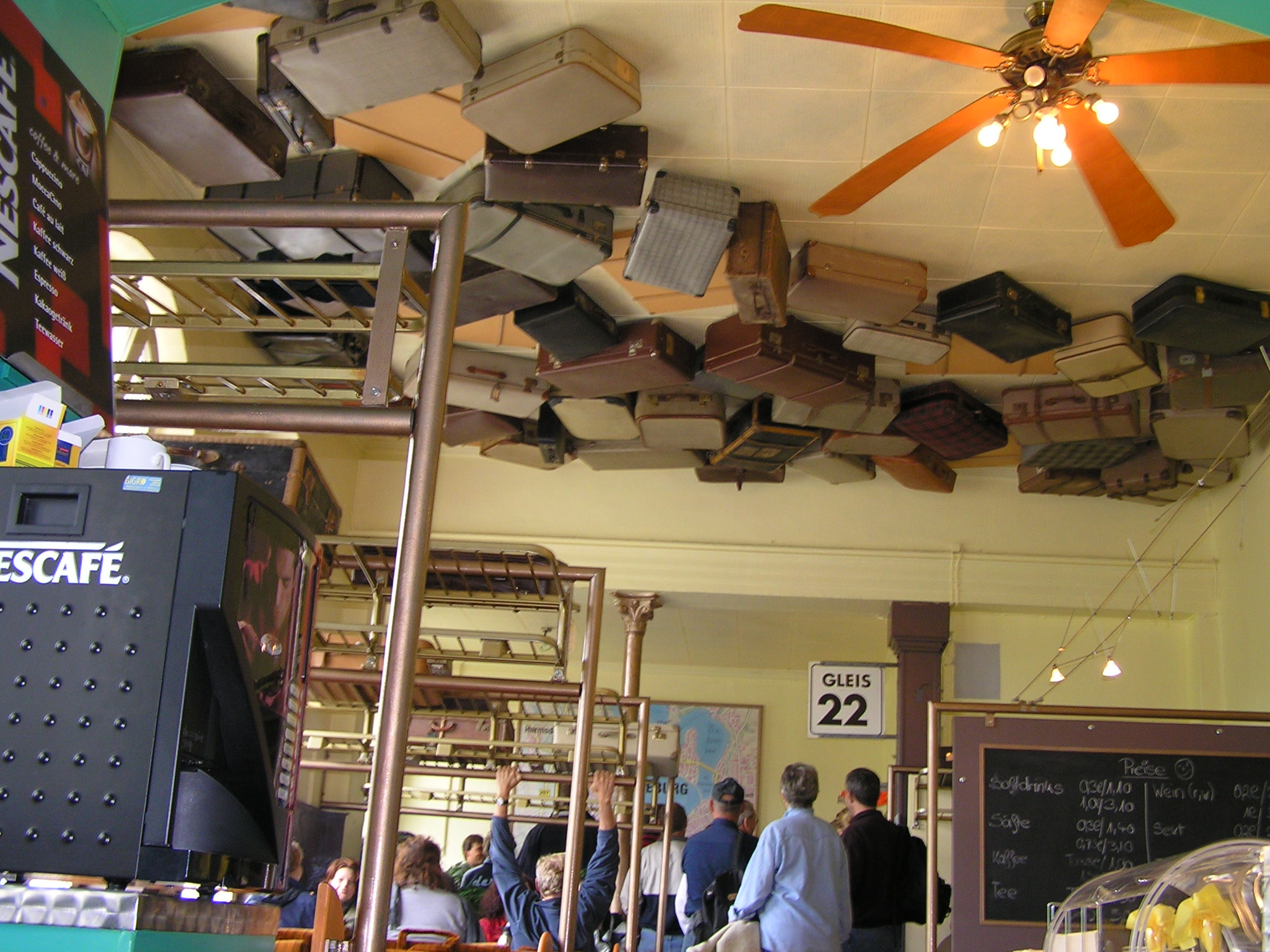
Standort Bahnhof Ratzeburg

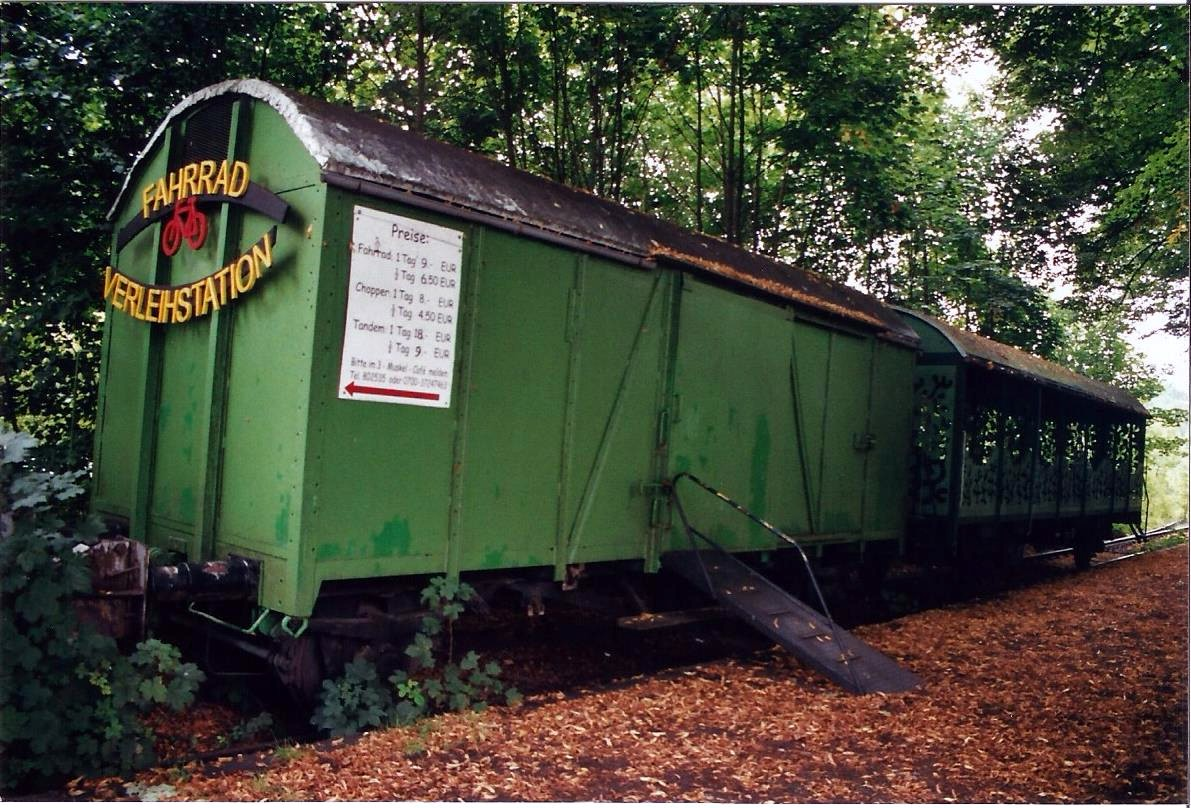
Endpunkt in Ratzeburg

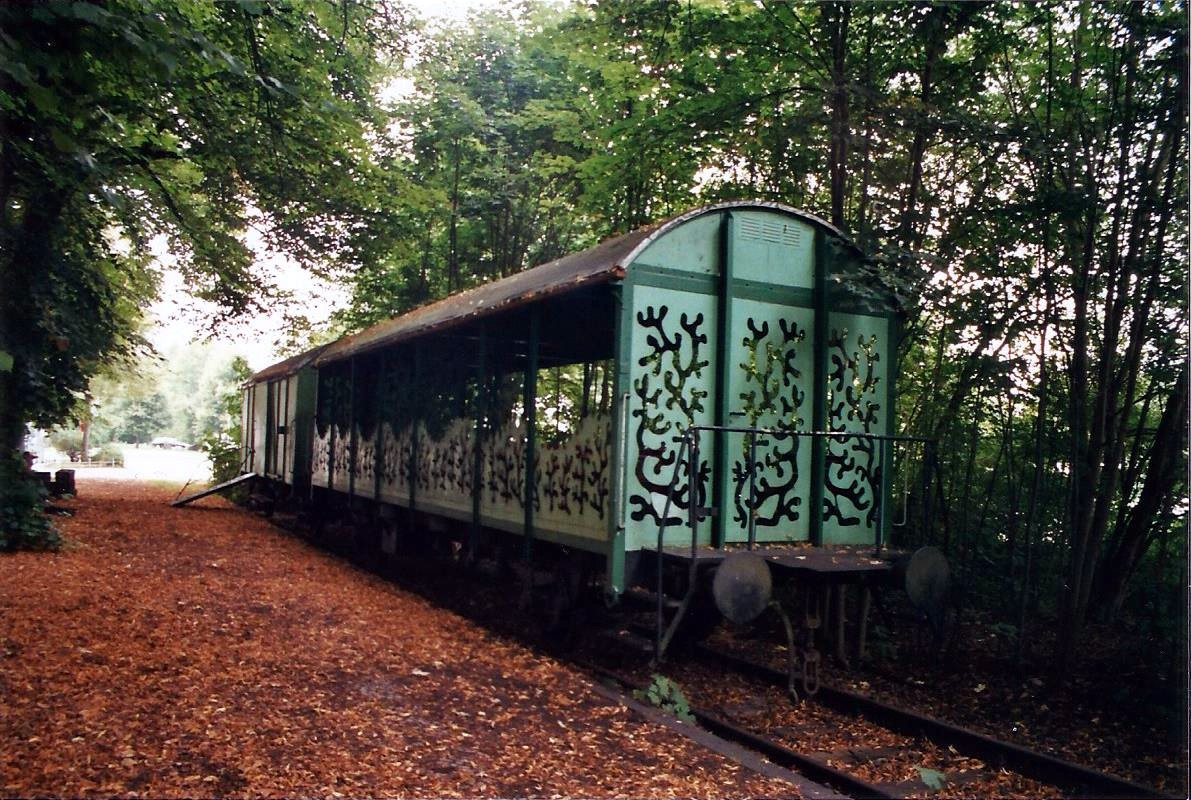
Gegenansicht

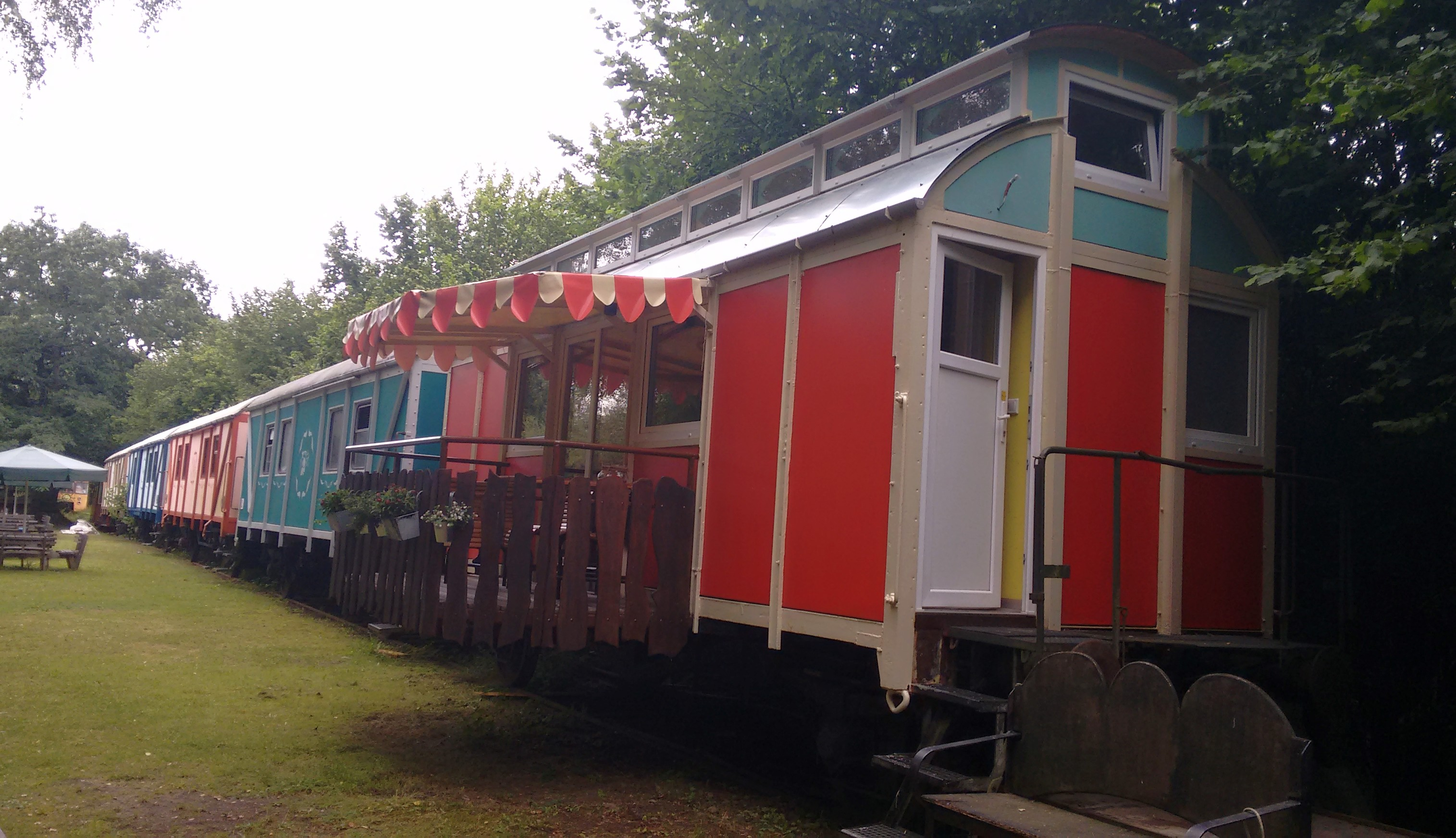
Standort Schmilau (2019)

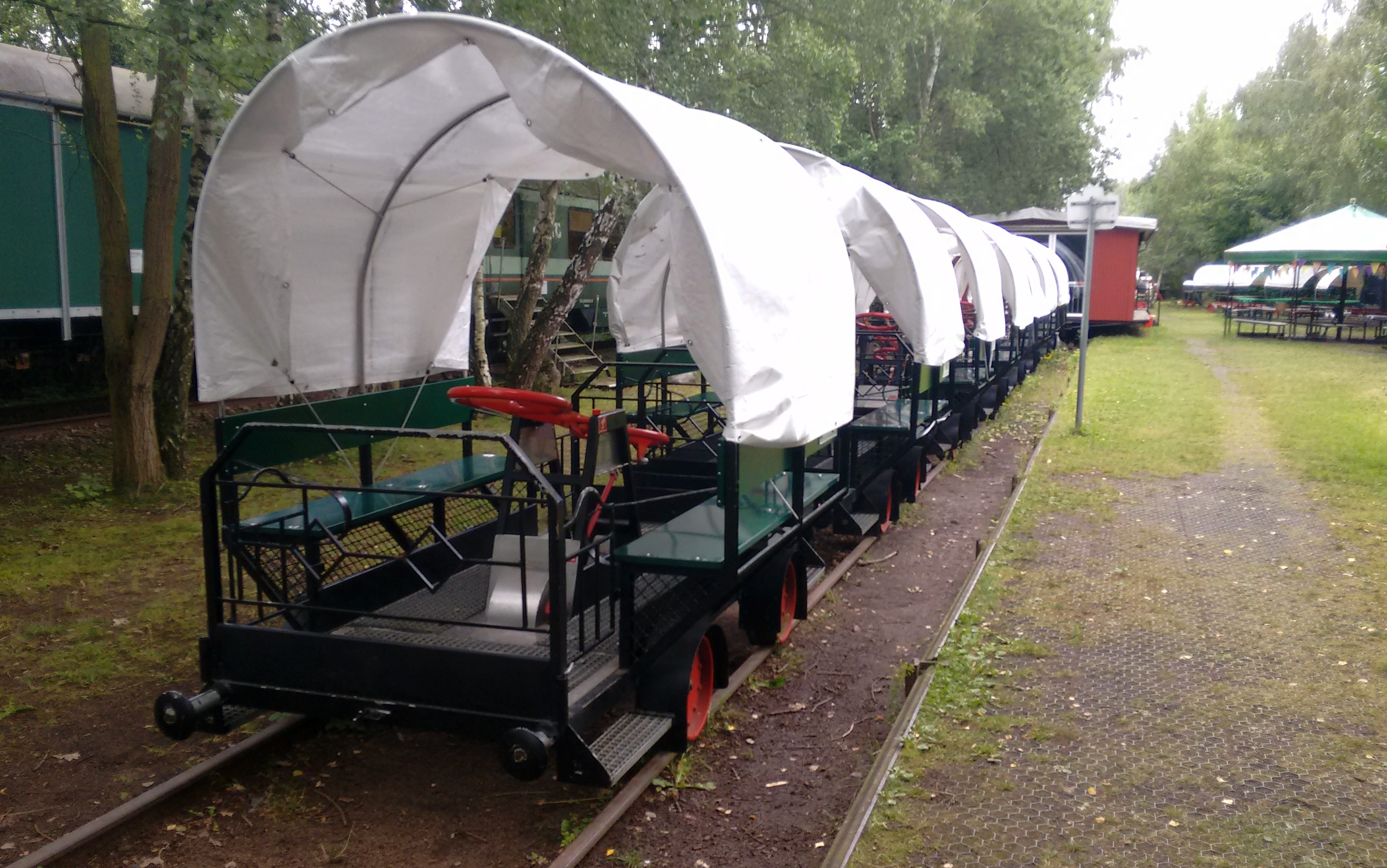
Standort Schmilau (2019)

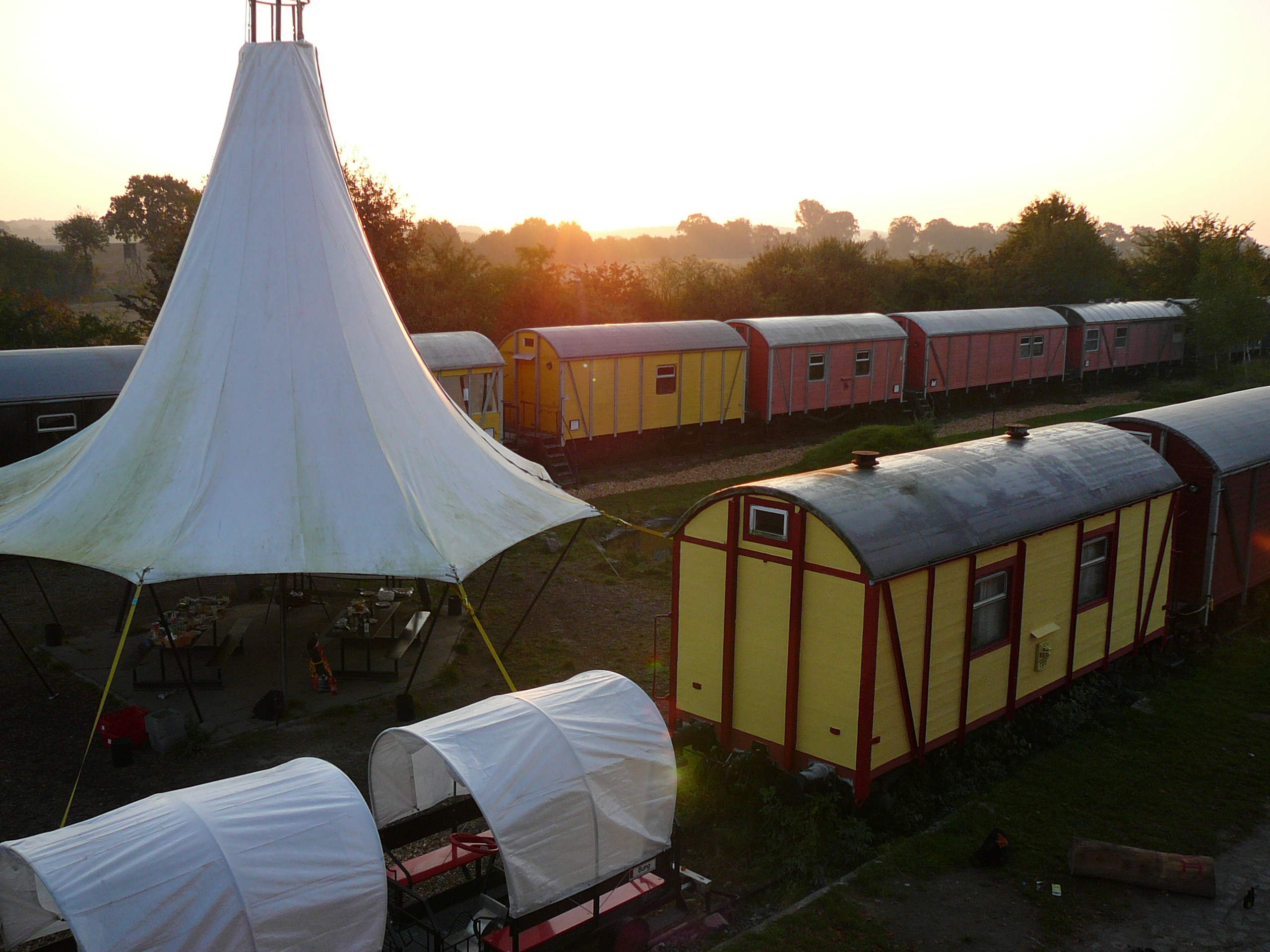
Standort Bahnhof Hollenbek

Die Erlebnisbahn Ratzeburg ist ein seit 1996 bestehendes Freizeitunternehmen mit vier dazugehörigen Standorten am Bahnhof von Ratzeburg, dem dortigen Strandbad, in Schmilau und Hollenbek (Schleswig-Holstein).

## Geschichte
Die Erlebnisbahn Ratzeburg GmbH wurde 1996 unter dem Namen Kultur-Bahnhof Ratzeburg GmbH von Oliver Victor zusammen mit einem Verein Natour Erlebnis Werkstatt e. V. gegründet. 1998 nahm der Kulturbahnhof auf der von der Deutschen Bahn AG gepachteten Strecke Schmilau–Hollenbek den Betrieb mit schweren Handhebeldraisinen auf.
Im Verein entstand ein Angebot an kulturellen Veranstaltungen, Konzerten, Schmiedekursen, Instrumentenbau, Jugendaustausch, Workcamps und Freiwilligendiensten. Während sich das touristische Standbein gut entwickelte, waren die Aktivitäten des Vereins im Dorf Schmilau nicht willkommen und wurden oftmals untersagt, sodass der Verein 2003 aufgegeben wurde. Damit ging die Umbenennung von der Kultur-Bahnhof Ratzeburg GmbH in Erlebnisbahn Ratzeburg GmbH einher, die Ende 2003 die 13 Kilometer lange Bahnstrecke von der Deutschen Bahn AG erwarb.
Die Gästezahlen wuchsen stetig und mit ihnen das Fahrangebot. 2001 wurde das Angebot um den Jugendbahnhof Hollenbek erweitert. Es folgte das 3-Muskel-Café im Ratzeburger Bahnhof sowie der Streckenabschnitt Ratzeburg–Schmilau, speziell mit der 3-Muskel-Tour. Die Gästezahlen pendelten sich auf jährlich zirka 50.000 ein; im April 2006 wurde der 250.000. Gast bei der Erlebnisbahn begrüßt.
2006 kam als weitere Station das Strandbad Ratzeburg dazu, das als Wasserpark die Aktivitäten abrunden sollte. Da die Stadt Ratzeburg unter Bürgermeister Rainer Voß seit 2008 einen langwierigen Gerichtsstreit gegen die Erlebnisbahn führte, mit dem sie die Kündigung und Herausgabe des Strandbades erwirken und die Aufgabe der 3-Muskel-Tour bezwecken wollte, ruhten die baulichen Aktivitäten bis auf weiteres.
Die Kündigung konnte erst nach über zwei Jahren Rechtsstreit in zweiter Instanz abgewehrt werden. Parallel dazu entstand in Hollenbek ein „Baumwaggonhotel“, der Nachbau eines damals zu Kriegszeiten dort explodierten Zuges.
Auch 2019 wurde Victor mit gerichtlichen Schwierigkeiten konfrontiert; der Betrieb geht jedoch weiter.